# Manuel Rocha

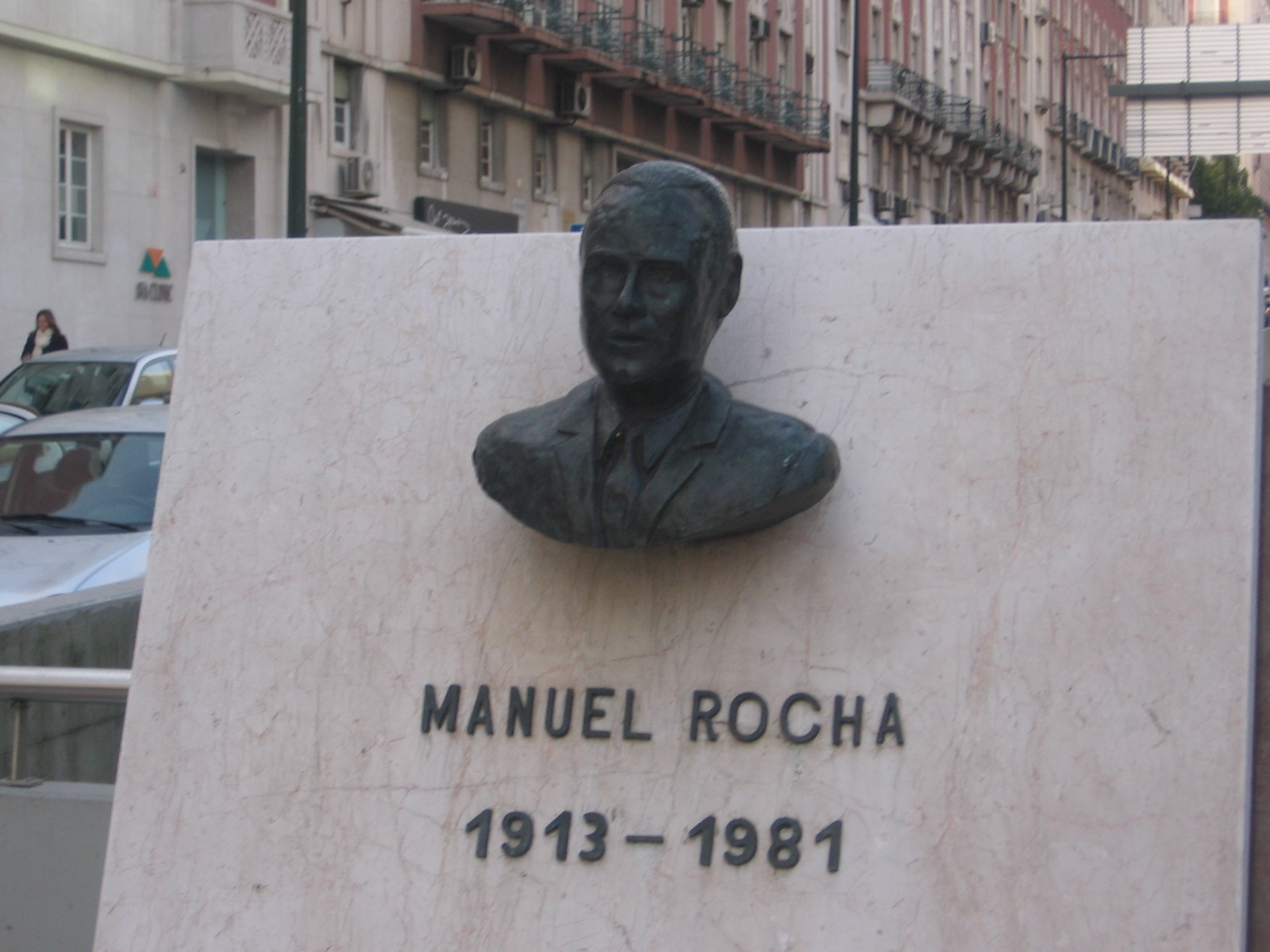
Busto do engenheiro Manuel Rocha frente à sede da Ordem dos Engenheiros, Lisboa

Manuel Coelho Mendes da Rocha GOC • OSE • ComSE • GOSE • GCIH (São Julião da Figueira da Foz, Figueira da Foz, 12 de agosto de 1913 — Lisboa, Alvalade, 1 de agosto de 1981) foi um engenheiro português.

## Biografia
Nasceu a 12 de agosto de 1913, na freguesia de São Julião da Figueira da Foz, na Figueira da Foz, e foi batizado na freguesia de Juncal, em Porto de Mós. Era filho de Manuel Mendes da Rocha, natural da Figueira da Foz (freguesia de São Julião da Figueira da Foz), e de Emília Coelho da Rocha, natural de Porto de Mós (freguesia de Juncal).
A 11 de agosto de 1948, casou na igreja de São Sebastião da Pedreira, em Lisboa, com Maria Teresa Viegas da Silva, então de 19 anos, estudante, natural de Lisboa (freguesia de São Sebastião da Pedreira), filha de Henrique Manuel Pereira da Silva, natural de Lisboa (freguesia de Santa Justa), e de Vitoriana de Sousa Viegas da Silva, natural da freguesia e concelho de Olhão.
Foi diretor do Laboratório Nacional de Engenharia Civil (LNEC) entre 1954 e 1974, sendo responsável por boa parte do prestígio alcançado por essa instituição.
Foi um dos fundadores da Mecânica das Rochas como ramo autónomo da Geotecnia, tendo sido presidente da Sociedade Internacional de Mecânica das Rochas entre 1966 e 1970 e organizado em Lisboa o primeiro Congresso Internacional de Mecânica das Rochas.
Foi igualmente 13.º Presidente Nacional do Conselho Diretivo, cargo atualmente equivalente ao de Bastonário, da Ordem dos Engenheiros entre 23 de julho de 1976 e 2 de abril de 1979.

## Homenagens
A 9 de junho de 1956 foi agraciado com o grau de Oficial da Antiga, Nobilíssima e Esclarecida Ordem Militar de Sant'Iago da Espada, do Mérito Científico, Literário e Artístico, tendo sido elevado a Comendador da mesma Ordem a 5 de janeiro de 1963. A 16 de agosto de 1966 foi agraciado com o grau de Grande-Oficial da Ordem Militar de Nosso Senhor Jesus Cristo e a 28 de dezembro de 1972 foi elevado a Grande-Oficial da primeira Ordem.
Foi ainda doutor «honoris causa» pela Faculdade de Engenharia da Universidade do Porto (1970).
Em 1982, o município de Lisboa atribuiu o nome de Manuel Rocha a um arruamento próximo do LNEC.
A Lição Manuel Rocha homenageia desde 1984 a figura de Manuel Rocha. É organizada anualmente pela Associação dos Geotécnicos Antigos Alunos da Universidade Nova de Lisboa e pela Sociedade Portuguesa de Geotecnia.
Em 2005, a Sociedade Portuguesa de Geotecnia instituiu o Prémio Manuel Rocha para teses de doutoramento na área da Geotecnia.
Tem uma placa a assinalar a sua casa, onde faleceu, na Avenida dos Estados Unidos da América, em Alvalade, bem como um busto ao início da Avenida António Augusto de Aguiar, nas Avenidas Novas, ambas em Lisboa.
A 18 de abril de 2019, foi agraciado, a título póstumo, com a Grã-Cruz da Ordem do Infante D. Henrique.